# NGC 2406
NGC 2406 è una piccola e lontana galassia ellittica situata nella costellazione dei Gemelli, a una distanza di circa 408 milioni di anni luce dalla nostra Via Lattea.

## Scoperta
La galassia è stata scoperta il 7 febbraio 1885 dall'astronomo francese Édouard Stephan.